# Saint-Cyr-du-Ronceray
Pour les articles homonymes, voir Saint-Cyr.
Saint-Cyr-du-Ronceray est une ancienne commune française, située dans le département du Calvados en région Normandie, devenue le 1er janvier 2016 une commune déléguée au sein de la commune nouvelle de Valorbiquet.
Elle est peuplée de 721 habitants (les Saint-Cyriens).

## Géographie
La commune est au sud du pays d'Auge. Son bourg est à 11 km au nord-ouest d'Orbec, à 13 km au sud de Lisieux et à 15 km au nord-est de Livarot.
| Prêtreville (par un angle), Auquainville | Saint-Pierre-de-Mailloc | Saint-Pierre-de-Mailloc |
| Fervaques                                | Saint-Cyr-du-Ronceray   | Tordouet                |
| Fervaques                                | Fervaques, Tordouet     | Tordouet                |

## Toponymie
Le nom de la localité est attesté sous les formes Roncerium en 1086 et St Cyr de Roncerez en 1730. Ronceray est issu du latin rumex, « ronce », indiquant que le lieu devait être pourvu de ronciers,. La paroisse était dédiée à saint Cyr, martyr chrétien du IVe siècle.

## Politique et administration
| Période                                  | Période       | Identité       | Étiquette | Qualité                             |
| ---------------------------------------- | ------------- | -------------- | --------- | ----------------------------------- |
| 1983                                     | 1995          | André Bouvier  | SE        | Instituteur retraité                |
| 1995                                     | mars 2008     | Roger Fistolet | SE        | Garagiste                           |
| mars 2008                                | mars 2014     | Jacky Brière   | SE        | Responsable de maintenance retraité |
| mars 2014                                | décembre 2015 | Denis Goujon   | SE        | Ingénieur en bâtiment               |
| Les données manquantes sont à compléter. |               |                |           |                                     |

Le conseil municipal est composé de quinze membres dont le maire et trois adjoints.

### Scolarité
La commune possède une école maternelle et élémentaire publique.

## Démographie
En 2021, la commune comptait 721 habitants. Depuis 2004, les enquêtes de recensement dans les communes de moins de 10 000 habitants ont lieu tous les cinq ans (en 2005, 2010, 2015, etc. pour Saint-Cyr-du-Ronceray) et les chiffres de population municipale légale des autres années sont des estimations.
| 1793 | 1800 | 1806 | 1821 | 1831 | 1836 | 1841 | 1846 | 1851 |
| ---- | ---- | ---- | ---- | ---- | ---- | ---- | ---- | ---- |
| 517  | 480  | 552  | 558  | 443  | 400  | 395  | 408  | 402  |

| 1856 | 1861 | 1866 | 1872 | 1876 | 1881 | 1886 | 1891 | 1896 |
| ---- | ---- | ---- | ---- | ---- | ---- | ---- | ---- | ---- |
| 355  | 345  | 333  | 303  | 258  | 236  | 207  | 206  | 190  |

| 1901 | 1906 | 1911 | 1921 | 1926 | 1931 | 1936 | 1946 | 1954 |
| ---- | ---- | ---- | ---- | ---- | ---- | ---- | ---- | ---- |
| 192  | 196  | 175  | 165  | 184  | 186  | 182  | 207  | 213  |

| 1962 | 1968 | 1975 | 1982 | 1990 | 1999 | 2005 | 2010 | 2015 |
| ---- | ---- | ---- | ---- | ---- | ---- | ---- | ---- | ---- |
| 261  | 309  | 385  | 611  | 707  | 674  | 678  | 620  | 718  |

| 2018 | - | - | - | - | - | - | - | - |
| ---- | - | - | - | - | - | - | - | - |
| 724  | - | - | - | - | - | - | - | - |

## Culture locale et patrimoine

### Lieux et monuments
- Église Saint-Cyr-et-Sainte-Julitte (XVIe siècle), dédiée à saint Cyr et à sa mère sainte Julitte, deux martyrs chrétiens du IVe siècle.

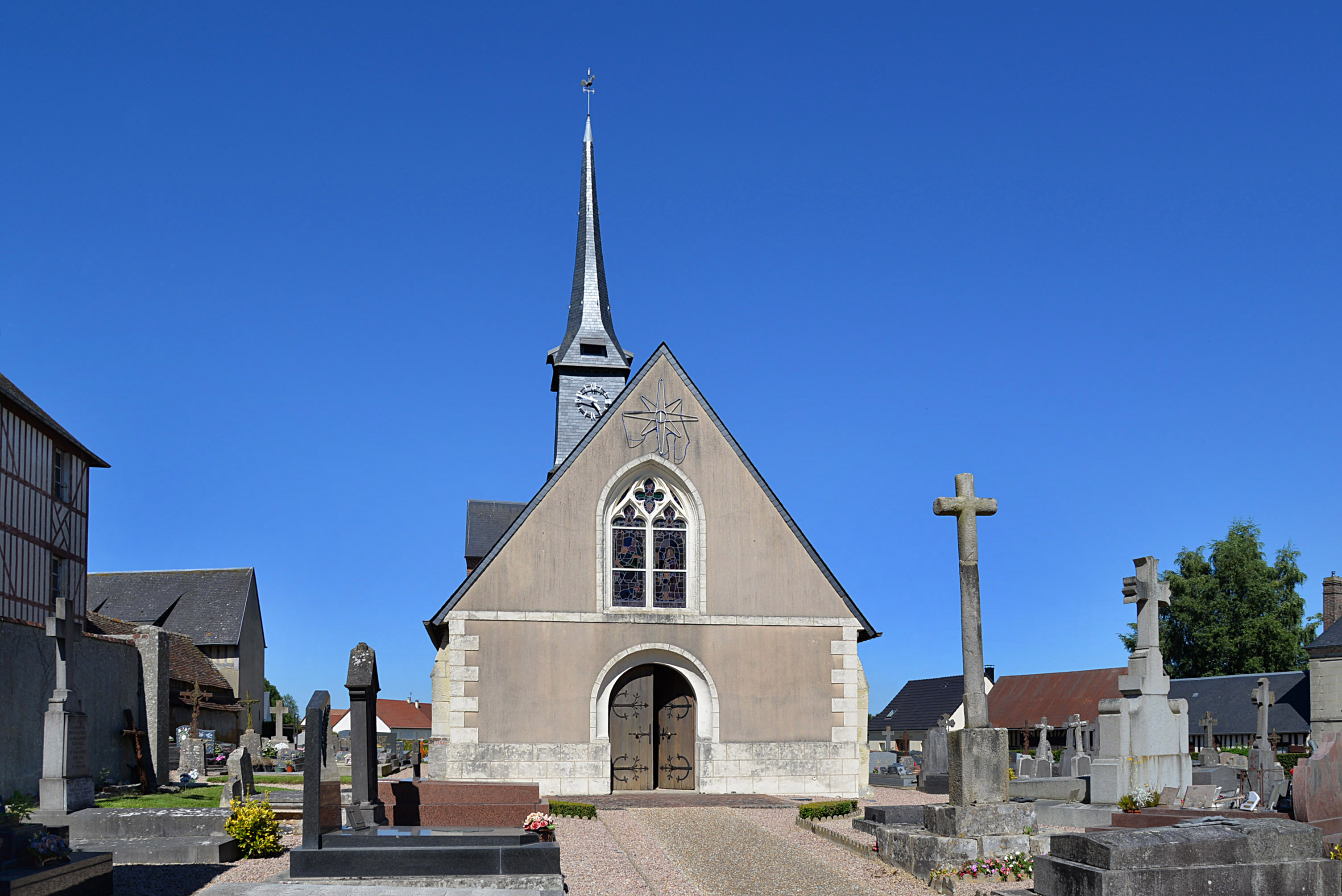
L'église Saint-Cyr et-Sainte-Julitte.

### Activité et manifestations

#### Sports
L'Association Saint-Cyr-Fervaques fait évoluer une équipe de football en ligue de Basse-Normandie et une autre en division de district.

#### Jumelages
- Copplestone (Royaume-Uni) depuis 1980.
- Leinach (Allemagne) depuis 2003.

### Héraldique
|  | Les armes de la commune se blasonnent ainsi : Écartelé en sautoir : au 1er de gueules aux deux léopards d'or passant l'un sur l'autre, aux 2e et 3e de sinople à la pomme feuillée d'une pièce à dextre pour 2 et à senestre pour 3, le tout d'or, au 4e de gueules à la cornue d'alambic d'or. Les deux léopards d'or sur champ de gueules rappellent les armes de la Normandie. |